# Вільгельм Прусський (1783—1851)
Принц Фрідріх Вільгельм Карл Прусський (нім. Friedrich Wilhelm Karl von Preußen; 3 липня 1783, Берлін — 28 вересня 1851, Берлін) — принц Прусський, генерал кінноти, генерал-губернатор Рейнської провінції і губернатор союзної фортеці Майнц.

## Біографія
Принц Вільгельм — четвертий і наймолодший син короля Пруссії Фрі́дріха-Вільгельма II і принцеси Фрідеріки.
З 1799 він перебував на службі в гвардії у званні штабс-капітана і в 1806 році під час війни Четвертої коаліції командував кавалерійською бригадою в битві під Ауерштедтом. У грудні 1807 Вільгельм їздив до Парижу домагатися зниження розміру контрибуційних платежів, накладених на Пруссію Наполеоном, однак йому вдалося досягнути лише їх незначного скорочення. У 18008 році він представляв Пруссію на Ерфуртському конгресі. Наприкінці цього ж року він супроводжував свого брата короля Фрідріха-Вільгельма III у поїздці до Санкт-Петербургу, а потім взяв значну участь у реформуванні Пруссії і армії. У війні 1813 року він перебував у штаб-квартирі Блюхера. Після укладення першого Паризького миру принц Вільгельм супроводжував короля у поїздці до Лондону і був присутній на переговорах в ході Віденського конгресу.

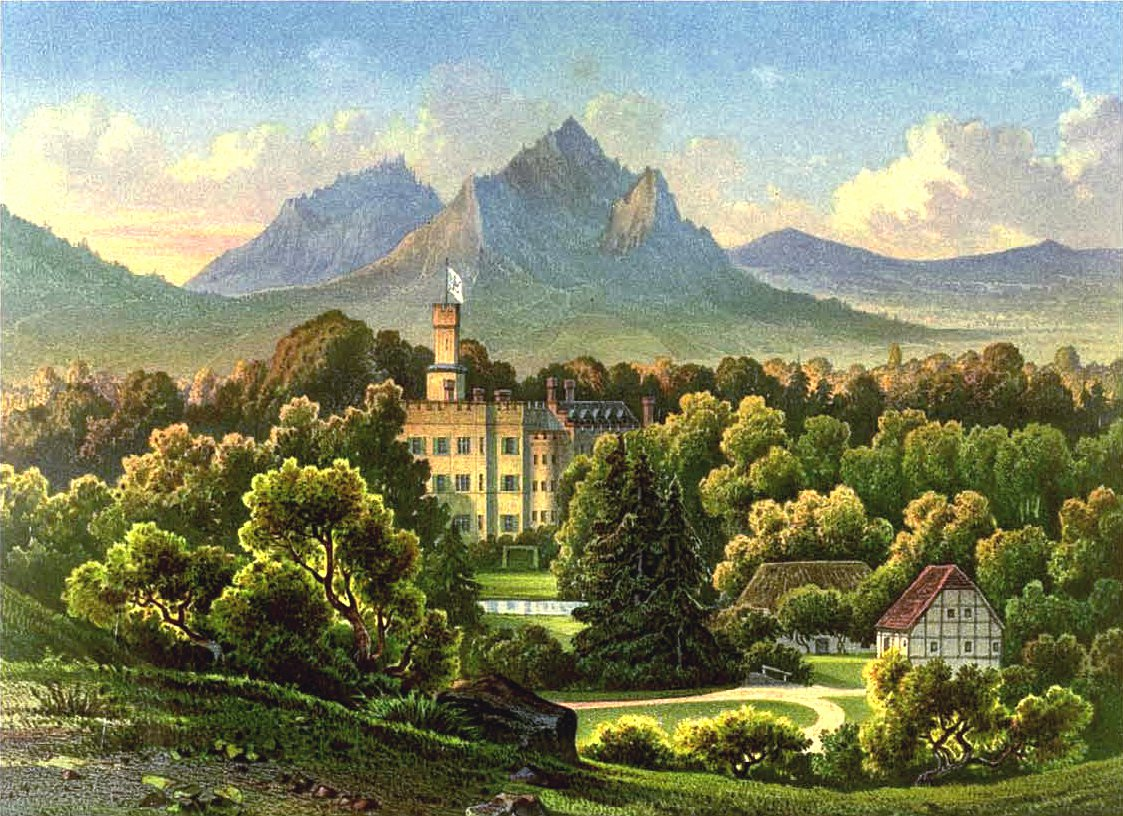
Замок Фішбах близько 1860 р., збірка Александра Дункера (Alexander Duncker)

Після другого Паризького миру Вільгельм проживав поперемінно в Парижі або в своєму замку Карпниках (Фішбах) поблизу Коварів (Шмідеберг) в Крконошах (нім. Riesengebirge).
В наступні роки він був двічі комендантом союзної фортеці Майнц і короткий час генерал-губернатором Рейнської провінції Вестфалії. На останній посаді він урочисто відкривав 20 вересня 1831 року першу німецьку залізничну лінію від Гінсбека через Дайльбахталь до Ніренгофа. Досі ця залізниця називається «залізницею князя Вільгельма». Після смерті дружини Марії Анни (пом. 14 квітня 1846), дочки ландграфа Фрідріха V Людвіга Гессен-Гомбурського, принц Вільгельм відійшов від публічного життя і остаточно оселився в замку Фішбах.

## Військова діяльність
У битві під Лютценом 2 травня 1813 р. він командував кавалерійським резервом на лівому фланзі, а в Битві народів під Лейпцигом забезпечував з'єднання північних військ з Блюхером. Пізніше він провів 8-у бригаду армійського корпусу Йорка (Ludwig Yorck von Wartenburg) через Рейн і відзначився при Шато-Тьєррі, Лані і під Парижем, виявивши хоробрість і полководницький талант.
У 1815 році він очолював кавалерійський резерв IV армійського корпусу. При призначенні на посаду генерал-губернатора Рейнської провінції принцу Вільгельму було присвоєно знання генерала кінноти, а 18 грудня 1846 року король Пруссії Фрідріх-Вільгельм IV удостоїв його за довголітні військові заслуги присудженням дубових листів Pour le Mérite.

## Родина
Дружина — Маріанна Прусська
Діти:
- Фрідеріка (1805—1806)
- Ірена (1806—1806)
- Тассило (1811—1813)
- Адальберт (1811—1873)
- Тассило (1813−1814)

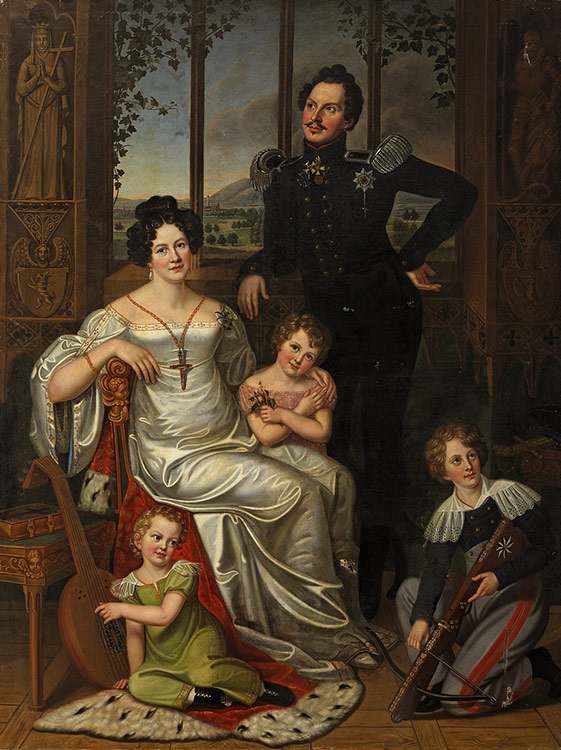
Вільгельм з дружиною і дітьми

- Єлизавета Прусська (1815—1885), у шлюбі з принцом Гессенським Карлом (1809—1877)
- Вальдемар Прусський (1817—1849)
- Марія (1825—1889), дружина короля Баварії Максиміліана II (1811—1864)

## Нагороди

### Прусське королівство
- Орден Чорного орла з ланцюгом
  - орден (31 грудня 1793)
  - ланцюг (1801)
- Орден Червоного орла
- Князівський орден дому Гогенцоллернів, почесний хрест 1-го класу
- Залізний хрест 2-го класу
- Хрест «За вислугу років» (Пруссія)
- Pour le Mérite з дубовим листям (18 грудня 1846)

### Російська імперія
- Орден Святого Георгія 3-го ступеня (20 травня 1813)
- Орден Андрія Первозванного
- Орден Святого Володимира 2-го ступеня

### Австрійська імперія
- Військовий орден Марії Терезії, командорський хрест (1814)
- Королівський угорський орден Святого Стефана, великий хрест (1829)

### Інші країни
- Орден Меча, великий хрест (Швеція; 24 квітня 1814)
- Орден Віллема, великий хрест (Нідерланди; 8 липня 1815)
- Орден Білого Сокола, великий хрест (Велике герцогство Саксен-Веймар-Айзенаське; 11 червня 1829)
- Орден Святого Георгія (Ганновер) (1840)
- Орден Леопольда I, велика стрічка (Бельгія; 17 грудня 1941)
- Орден Святого Губерта (Баварське королівство; 1842)
- Орден Лазні, почесний великий хрест (Британська імперія; 18 серпня 1843)
- Орден дому Саксен-Ернестіне, великий хрест
- Орден Золотого лева (Гессен), великий хреста
- Орден Людвіга (Гессен-Дармштадт), великий хрест
- Орден Вюртемберзької корони, великий хрест